# Gurro
Gurro là một đô thị ở tỉnh Verbano-Cusio-Ossola trong vùng Piedmont, có cự ly khoảng 140 km về phía đông bắc của Torino và khoảng 20 km về phía đông bắc của Verbania. Tại thời điểm ngày 31 tháng 12 năm 2004, đô thị này có dân số 288 người và diện tích là 13,2 km².
Gurro giáp các đô thị: Cavaglio-Spoccia, Cursolo-Orasso, Falmenta, Miazzina.